# 静岡市立南部小学校
静岡市立南部小学校（しずおかしりつ なんぶしょうがっこう）は、静岡県静岡市駿河区南八幡町にある公立小学校。

## 沿革
出典
- 1969年（昭和44年）
  - 4月1日 - 学校創立。
  - 4月5日 - 校舎第1期工事竣工。（当時の地番：静岡市八幡340番地）
  - 4月7日 - 第1回入学式と始業式挙行（1年3学級・2年2学級・3年2学級・4年3学級）。
  - 5月28日 - 運動場整地完了。
  - 8月4日 - プール竣工式。
- 1970年（昭和45年）
  - 2月21日 - 校舎第1期工事完了。
  - 4月7日 - 足洗い場2ヶ所設置（運動場）。
  - 5月12日 - 築山完成。
- 1971年（昭和46年）
  - 3月19日 - 国旗掲揚台設置。
  - 6月30日 - すべり台完成。
  - 7月25日 - 鳥小屋完成。
  - 12月25日 - 校舎3期工事完了。
- 1972年（昭和47年）3月19日 - 第1回卒業式挙行。
- 1973年（昭和48年）3月5日 - 体育館完成。
- 1974年（昭和49年）3月28日 - 友情の森（プール北側）完成。
- 1975年（昭和50年）
  - 2月28日 - 校舎第4期工事完了。
- 1975年（昭和50年）
  - 3月7日 - 北門西側造園完成（卒業記念）。
  - 4月23日 - 言語障害指導学級工事竣工。
  - 6月2日 - 言語学級開級式挙行。
- 1976年（昭和51年）3月18日 - 自然観察池完成（卒業記念）。
- 1977年（昭和52年）3月3日 - 校歌・校旗制定記念式典挙行し、校歌碑建。
- 1979年（昭和54年）3月5日 - 創立10周年記念式典挙行。
- 1981年（昭和56年）9月1日 - 夜間照明施設設置。
- 1982年（昭和57年）3月18日 - 正門側校舎壁に校章設置（卒業記念）。
- 1985年（昭和60年）3月12日 - 石庭設置（卒業記念）。
- 1986年（昭和61年）
  - 3月15日 - 散水施設6基設置。
  - 3月20日 - 花の広場設置（卒業記念）。
  - 12月20日 - 小鳥小屋設置（寄贈）。
- 1987年（昭和62年）8月9日 - 鳥小屋ウサギ小屋移転。
- 1988年（昭和63年）3月20日 - ソーラー時計設置（卒業記念）。
- 1989年（平成元年）
  - 3月4日 - 創立20周年記念式典挙行。創立20周年記念石庭完成。創立20周年記念飼育舎完成。
  - 3月19日 -.平和の園設置（卒業記念）。
  - 10月10日 - 南部川延長完成。
- 1991年（平成3年）12月1日 - ジャングルジム設置。
- 1992年（平成4年）
  - 3月10日 - 中央ホール大型水槽設置。
  - 6月25日 - 25メートル雲梯設置。
- 1994年（平成6年）10月26日 - 北側校地拡張工事。
- 1996年（平成8年）11月5日 - 外壁落下防止工事。
- 1997年（平成9年）8月31日 - 職員室・校長室空調設置。
- 1998年（平成10年）8月31日 - 体育館大規模改修完了。
- 1999年（平成11年）
  - 3月5日 - 創立30周年記念式典挙行。
  - 3月31日 - 南部山・南部川改修。ビオトープ・ソーラー井戸設置。
  - 8月24日 - 中庭排水工事完了。木製机椅子導入。
- 2000年（平成12年）
  - 8月20日 - 音楽室移動新設。
  - 11月5日 - 児童クラブ室工事。
  - 11月16日 - 国旗掲揚塔設置。
- 2001年（平成13年）
  - 1月5日 - ことばの教室空調設置。
  - 8月31日 - IT教室完成。
- 2002年（平成14年）
  - 2月28日 - プール完成。
  - 9月18日 - 夜間照明施設完成。
- 2005年（平成17年）
  - 3月25日 - 校舎1階スロープ設置。
  - 8月29日 - 運動場東側防球ネット高さ補充設置。
- 2006年（平成18年）8月29日 - ことばの教室仕切り壁工事竣工。
- 2007年（平成19年）2月27日 - 新司令台設置。
- 2009年（平成21年）4月 - ことばの教室1学級増設。
- 2011年（平成23年）3月 - 東側トイレ改修工事竣工。
- 2012年（平成24年）
  - 3月 - 校舎屋上・外壁改修工事竣工。
  - 12月 - グラウンド改修工事。

## 通学区域
駿河区
- 石田一～三丁目
- 登呂三丁目・四丁目のそれぞれ一部
- 登呂五丁目・六丁目
- 中田三丁目・四丁目のそれぞれ一部
- 南八幡町

## アクセス
- しずてつジャストライン石田街道線 「中田三丁目ダイワハウス前」停留所から、徒歩5分
- しずてつジャストラインみなみ線「駿河区役所静岡新聞社前」停留所から、徒歩6分